# Grigorij Zverev
Grigorij Aleksandrovitj Zverev (ryska: Григорий Александрович Зверев), född 1900 i Stavropol, död 2 augusti 1946 i Moskva, sovjetisk militär, deltagare i ryska befrielserörelsen, en kollaborationistisk organisation som samarbetade med Tyskland under andra världskriget. 1919 gick Zverev med i Röda armén. 1926 blev han medlem i det sovjetiska kommunistpartiet. Han var befälhavare för 350:e skyttedivisionen (överste). I juni 1943 gick han frivilligt med i Ryska befrielsearmén (ROA). Skickades på särskilda uppdrag till Hannover och Norge. Där bedrev han hemligt värvningsarbete bland ryska krigsfångar och förde med sig till Berlin i december samma år 300 officerare och soldater. Bildade ROA:s 2:a infanteridivision, förde befäl över den samt ledde stridsutbildningen bland trupperna. 1945 utnämndes han till generalmajor. Efter kriget överlämnades Zverev av de allierade till de sovjetiska myndigheterna, vilka dömde honom för förräderi. Han blev hängd tillsammans med Andrej Vlasov och 10 andra ROA-officerare i Moskva den 2 augusti 1946.